# おおいぬ座シグマ星
おおいぬ座σ星 (σ CMa / σ Canis Majoris) は、おおいぬ座の恒星で3等星。橙色の超巨星で、不規則型の脈動変光星に分類される。

## 名称
明るい星でありながら長らく知られた固有名がなかったが、2017年9月5日、国際天文学連合の恒星の命名に関するワーキンググループ (Working Group on Star Names, WGSN) は、おおいぬ座σ星の固有名として、Unurgunite を正式に定めた。これは、オーストラリアのビクトリア州北西部に住むオーストラリア先住民の一氏族であるBoorongが付けていた呼称を採用したものである。